# Látonyás csetkáka-társulások

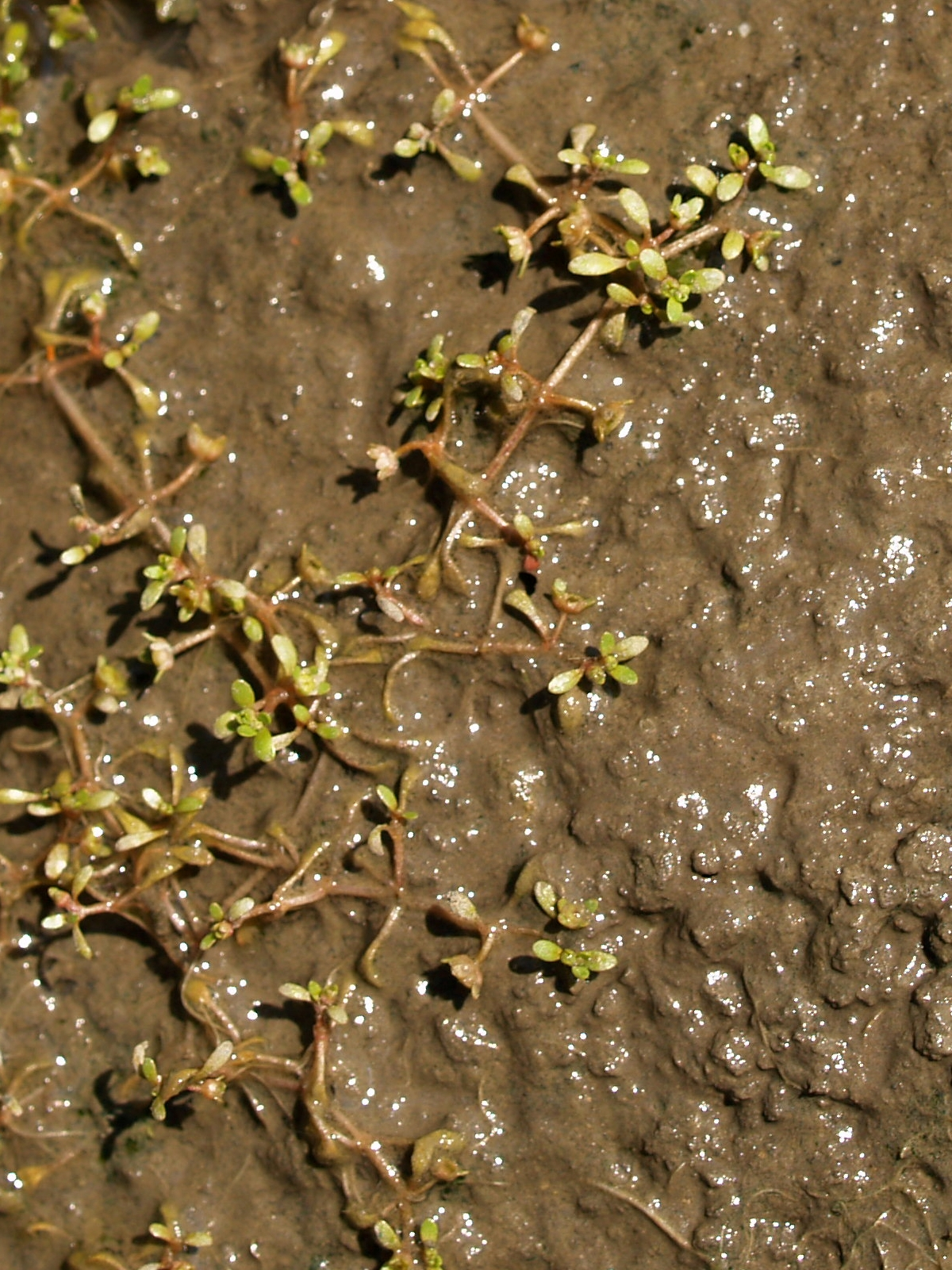
Magyar látonya (Elatine hungarica)

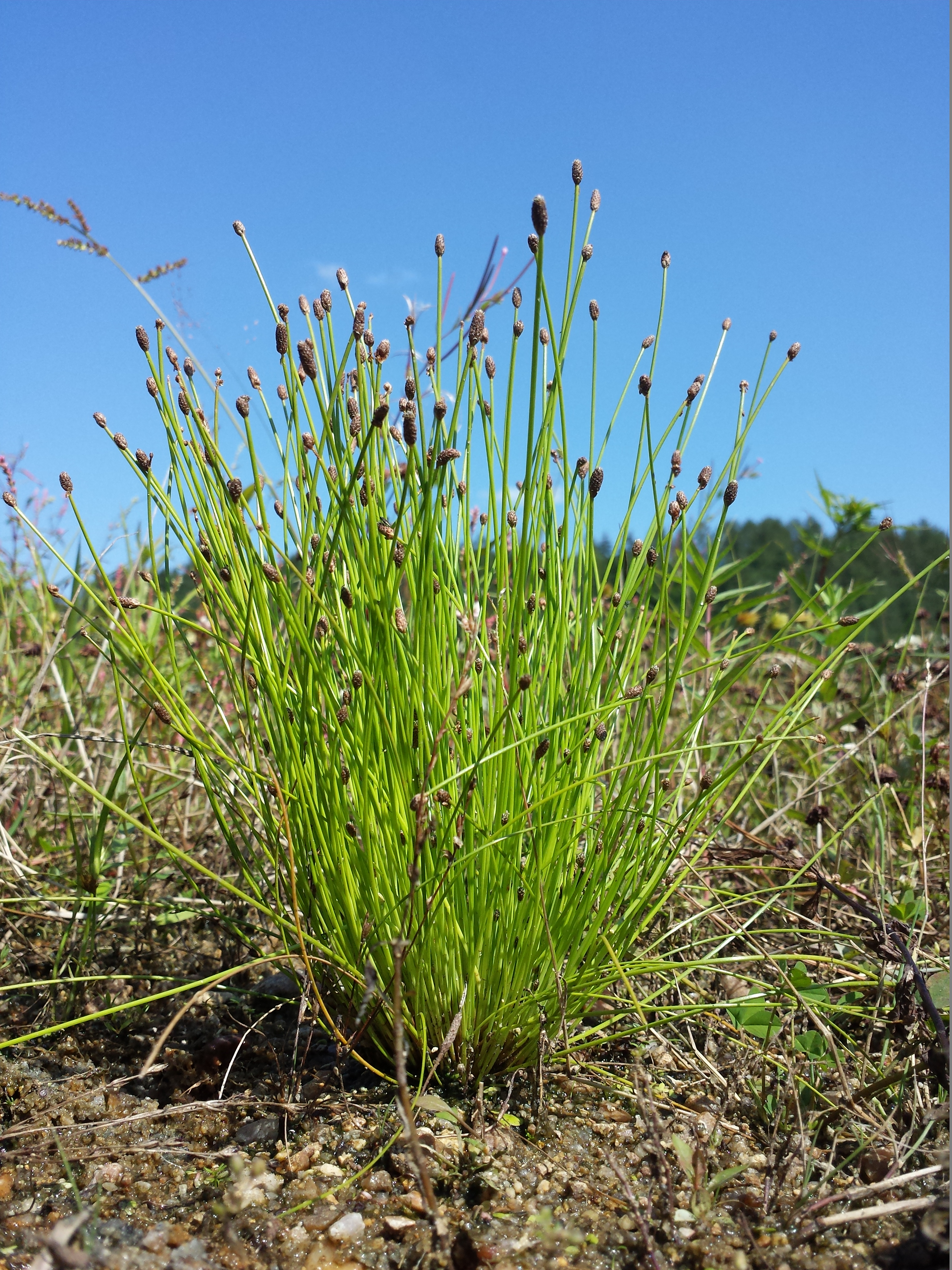
Tojásdad csetkáka (Eleocharis ovata)

A látonyás csetkáka-társulások (Elatini-Eleocharitenion ovatae (Pietsch & Müller-Stoll 1968) Borhidi 2003 comb. nova hoc loco)  Borhidi Attila szerint az atlanti-boreális tóparti gyepek (Isoëto-Litorelletea Br.-Bl. & Vlieger, 1937)  társulástani osztályába sorolt törpekákagyepek (Nanocyperion)  társulástani csoportjának egyik alcsoportja. Az így összevont társulások rokonságát Európa más részein is elismerik, de a taxont (főleg hazánktól északra, például Szlovákiában) önálló társulástani csoportnak tartják.
Rendszertani felosztásuk nem egyértelmű. A szemléleti különbségek fő oka Borhidi Attila szerint az a vízi és a vízparti társulásokra is igaz, általános szabály, hogy hűvösebb klímában a fajok ökológiai valenciája csökken, jelző szerepük pedig ezzel arányosan nő.

## Társulásaik
Magyarországon három társulásukat ismerjük:
- keserűfüves csetkákás (Polygono-Eleocharitetum ovatae Eggler 1933)
- békaszittyós (Cypero-Juncetum bufonii  (Felföldy 1942) Soó & Csűrös 1949)
- Tisza-parti iszapgyopáros (Dichostylido michelianae-Gnaphalietum uliginosi Timár 1947)

Legismertebb társulásuk a tőlünk északra gyakori csetkákás palkasásos (Eleochari-Caricetum bohemicae).